# 李東勳 (導演)
李東勳（韓語：이동훈），韓國電視劇導演。

## 作品

### 電視劇
- 2010年：SBS《唐突的女人》
- 2012年：SBS《傻瓜媽媽》
- 2014年：SBS《神的禮物－14天》
- 2019年：SBS《Big Issue》

### 助理導演作品
- 2004年：SBS《巴黎戀人》
- 2005年：SBS《露露公主》
- 2007年：SBS《為愛瘋狂》

## 外部連結
- NAVER搜索 （页面存档备份，存于）